# Tratados anglo-neerlandeses de 1870-71
Los Tratados anglo-neerlandeses de 1870-71 fueron tres tratados relacionados entre el Reino Unido y los Países Bajos relacionados con disputas coloniales y otros temas coloniales entre estos dos países.
Estos tratados terminaron por consolidar el control de los Países Bajos en las Indias Orientales y permitieron mayor flexibilidad al país europeo para reclutar trabajadores del Raj británico, a cambio de concesiones comerciales al Reino Unido y la cesión de la colonia de la Costa de Oro.

## Historia
En 1868, dos tratados que regularían los asuntos coloniales entre los Países Bajos y el Reino Unido estaban siendo preparados. El primero trataba el control neerlandés sobre la isla de Sumatra. Desde 1858, los neerlandeses habían sometido al Sultanato de Siak Sri Indrapura a su control, lo que causó protestas por parte de los británicos. Al mismo tiempo, los británicos estaban molestos con las tarifas que sus ciudadanos debían pagar para poder hacer negocios allí. Estaba claro para las dos partes que el Primer Tratado de Sumatra de 1824 debía ser revisado; a cambio del reconocimiento del control total sobre Siak, los neerlandeses premitieron a los británicos derechos comerciales igualitarios en Siak. El otro tratado regulaba el reclutamiento de trabajadores por contrato de la India Británica para la colonia neerlandesa de Suriname.
Aproximadamente en esa misma época, Engelbertus De Waal, el nuevo ministro neerlandés liberal de Asuntos Coloniales, quería ceder la costosa colonia de la Costa de Oro neerlandesa al Reino Unido, preparando un reporte preliminar para este efecto en 1869. Debido a la opinión negativa sobre el reporte por parte del Consejo de Estado, el tema fue pospuesto. No obstante, mientras esto pasaba el ministro De Waal comenzó a negociar secretamente con los británicos para ceder Costa de Oro a los británicos, provocando así una propuesta oficial por parte del gobierno británico en 1870. El 21 de junio de 1870, el Consejo de Estado respondió en forma positiva a esta propuesta, bajo la condición de dicha cesión venga acompañada con el reconocimiento del control e influencia neerlandesa en las Indias Orientales.
Para este efecto, los neerlandeses solicitaron una aplicación más completa del tratado de reclutamiento para trabajadores por contrato, y una cláusula extra en el tratado de Siak que establecía al Sultanato de Aceh como parte del área de influencia neerlandesa. Los británicos rechazaron estas solicitudes, y debido a que los mismos Países Bajos habían provocado la solicitud británica para la cesión de la Costa de Oro, el gobierno neerlandés no tuvo otra opción que firmar los tratados de Reclutamiento y Siak el 8 de septiembre de 1870.
Al mismo tiempo, los británicos habían añadido condiciones adicionales a la cesión de la Costa de Oro, solicitando de que los tratados de Siak y de Reclutamiento sean ratificados en forma simultánea, para que el reclutamiento solo pueda ocurrir si los británicos tenían derechos igualitarios en Siak. Por razones de prestigio personal, el ministro De Waal solicitó que el tratado de la Costa de Oro sea ratificado también en forma simultánea, haciendo a los tres tratados dependientes entre sí. El Tratado de la Costa de Oro fue firmado el 25 de febrero de 1871.
No obstante, el Tratado de Siak fue rechazado por la Cámara de Representantes de los Países Bajos con 36 votos contra 38, mientras que el Tratado de la Costa de Oro fue adoptado con 34 votos contra 30. En lugar de retirar los tres tratados, los británicos concedieron renegociar el Tratado de Siak, dado su profundo interés en obtener derechos comerciales igualitarios en Siak. A solicitud de los neerlandeses, el nuevo tratado, ahora llamado Tratado de Sumatra, reconoció la influencia total de los Países Bajos sobre el Sultanato de Aceh. El nuevo tratado fue firmado en La Haya el 2 de noviembre de 1871, junto con un protocolo adicional al Tratado de la Costa de Oro que le permitió a los Países Bajos una vez reclutar soldados para el Ejército de las Indias Orientales Neerlandesas en la Costa de Oro.
El Senado de los Países Bajos adoptó los tres tratados el 17 y 18 de enero de 1872, abriendo paso para la ratificiación total de los neerlandeses el 17 de febrero de 1872. El 6 de abril de 1872, la Costa de Oro neerlandesa fue cedida oficialmente al Reino Unido.